# Chupaca
Chupaca – miasto w środkowym Peru, stolica prowincji Chupaca w regionie Junín. Usytuowane jest w dolinie Mantaro.
Miasto początkowo było zamieszkiwane przez plemiona Wanka Chupacas.